# Alkoholsortimentsnämnden
Alkoholsortimentsnämnden är en svensk statlig förvaltningsmyndighet som sorterar under Socialdepartementet. Nämnden har till uppgift att pröva beslut som Systembolaget AB har fattat om att avvisa ett visst vin, starköl eller en viss spritdryck från sitt sortiment eller avföra en viss dryck ur sortimentet.
Kammarkollegiet utför administrativa och handläggande uppgifter åt nämnden.